# Nubia Muñoz
Nubia Muñoz Calero (Cali, 1940) é uma cientista médica e epidemiologista colombiana, cuja pesquisa foi fundamental para estabelecer que a infecção pelo vírus do papiloma humano (HPV) é a principal causa do câncer do colo do útero, o que levou ao desenvolvimento de uma vacina capaz de prevenir 70% de todos os cânceres do colo do útero.

## Biografia
Seu pai, um trabalhador rural em Cali, morreu de difteria quando ela tinha seis anos de idade. Foi a única de seus irmãos a ir para a universidade quando foi aceita na faculdade de medicina da Universidad del Valle, Valle del Cauca, especializando-se em patologia. Após a graduação obteve uma bolsa no National Cancer Institute em Bethesda, Maryland, Estados Unidos, com ênfase em patologia e virologia. Obteve um mestrado em saúde pública (epidemiologia do câncer) pela Universidade Johns Hopkins em Baltimore, Maryland.
Em 1969 associou-se à Agência Internacional de Pesquisa em Câncer (IARC) em Lyon, França, onde pesquisou cânceres formados devido a patógenos. Na década de 1980 liderou sua própria unidade no IARC, onde estudou a ligação entre o HPV e o câncer do colo do útero. Em 1995 foi fundamental na decisão do IARC de classificar os HPVs 16 e 18 como carcinógenos humanos do grupo 1.
Aposentou-se do IARC em 2001, mas continua trabalhando no Instituto Catalão de Oncologia em Barcelona e no Instituto Nacional do Câncer em Bogotá, onde é professora emérita.

## Reconhecimento e prêmios
- Grau honorário, Doutor em Ciências (D.Sc.), Universidade McGill[6]
- Medal of Honor da Agência Internacional de Pesquisa em Câncer[7]
- Canada Gairdner Global Health Award 2009[8]
- Prêmio Richard Doll 2008 da International Epidemiological Association[9]
- Charles Rodolphe Brupbacher Prize for Cancer Research 2009[10]
- 2018 Prêmios Fundação BBVA Fronteiras do Conhecimento, categoria Cooperação e Desenvolvimento[11][12][13]
- Rumores de ter sido nomeada para o Nobel de Fisiologia ou Medicina em 2008[14]